# Stenrev
Stenrev er et rev dækket med løse sten. Stenrevene er ofte randmoræne landskaber, hvor en kraftig strøm har skyllet mudder- og sandpartikler væk og efterladt større og mindre sten. Naturtypen dækker over en meget bred vifte af undertyper, idet størrelsen og tætheden af sten kan variere meget. Vanddybden spiller også en stor rolle for det enkelte revs karakter. Stenrev som de danske, der er dannet under istiden, er specielle og findes ikke ret mange andre steder i verden.
De mest spektakulære stenrev i Danmark, anses for at være de huledannende rev. De består af store bunker af næsten lige store kampesten, stablet tilfældigt oven på hinanden. Det vides ikke nøjagtigt, hvor stor en del af den danske havbund, der er dækket af stenrev, men det skønnes, at stenrevene dækker et areal på ca. 1.200 km². Skønnet er dog meget usikkert.
Det er nok de færreste, der har oplevet et stenrev direkte; men ved en opmærksom molevandring, kan man iagttage en menneskeskabt stenrevsverden i miniformat, med bl.a. fasthæftet tang og et mylder af liv. Man kan også opleve de egentlige stenrev indirekte langs mange strande, hvor løsrevet tang herfra ofte er skyllet op.

## Biologien
Stenrevene rummer en stor artsrigdom og meget store mængder (biomasse) af både planter og dyr. En nylig undersøgelse på småstenede områder på et rev i det sydlige Kattegat viste, at de undersøgte 4 m² indeholdt 67 algearter og 19.000 dyr fordelt på 163 forskellige arter. Revene er hjemsted for farvestrålende dyr som havkarusser, berggylter, kæmpesøpindsvin og læderkoraller. Stenrevene har fået tilnavnene Nordens Koralrev og Havets Oaser. Tangskove her udgør med deres grønne, røde og brune farver et sceneri, der ville være helt på højde med tropernes koralrev, hvis bare vandet var lige så klart herhjemme. Stenrev er næsten altid omgivet af sand eller mudderbunde. Disse bunde virker umiddelbart golde, da det meste af dyrelivet her gemmer sig nede i bunden. De frodige stenrev fremtræder derfor som “havbundens oaser”.

## Negative påvirkninger af stenrev
Stenrevene og deres plante- og dyreliv har især siden 1940'erne været udsat for ganske væsentlige negative menneskeskabte påvirkninger. Konsekvenserne af disse påvirkninger har både været kortvarige, langvarige eller mere permanente. Her kan nævnes nogle betydningsfulde eksempler:
- Stenfiskeri. Denne påvirkningen har varig karakter på stenrevene og de fleste huledannende rev er derfor forsvundet i dag. Der findes fortsat nogle stykker af dem langt ude i Kattegat og Nordsøen, hvor stenfiskeri aldrig har været rentabelt. Stenfiskeri som råstofindvinding, er dog stort set ophørt i dag.

- Næringssalte. Den øgede udledning af næringsstoffer fra vores civilisation (fra landbrug, industri og husholdninger) fører bl.a. til, at produktionen af nyt organisk materiale i højere grad foretages af vandsøjlens planktonalger, end af havbundens tangskove. Det kan skygge for og kvæle stenrevenes vegetation.

- Miljøfarlige stoffer kan f.eks. medføre kønsforstyrrelser hos visse sneglearter (ses fra eksempelvis bundmaling til skibsskrog) og det virker negativt på stenrevenes økologiske system.[1][2]

- Indslæbte fremmede arter, kan true balancen i stenrevenes økosystemer og i visse tilfælde selve eksistensen af hjemmehørende arter.

- Klimaforandringer, kan også have negative indvirkninger. Indflydelsen fra de forventede klimaforandringer (som følge af f.eks. drivhuseffekten) på stenrevenes biologiske system, kender vi dog ikke nok til i dag, men det er ikke desto mindre en kilde til bekymring.

## Beskyttelse
Fra omkring årtusindeskiftet 2000 har der været en voksende politisk interesse for at bevare de unikke rev-lokaliteter og deres økosystemer, både herhjemme og internationalt.
Der er vedtaget en række forvaltningsmæssige initiativer, som f.eks. den danske råstoflov og det såkaldte habitatdirektiv fra EU. Danmarks Miljøundersøgelser (DMU) er netop ved at planlægge et landsdækkende overvågningsprogram for de 51 danske rev-lokaliteter, der er udpeget i henhold til habitatdirektivet.
I 2008 blev Danmarks første kunstige stenrev etableret i havet nord for Læsø ved Læsø Trindel, både for at genskabe et ødelagt rev og skabe et nyt beskyttet habitat. Projektet går også under navnet Blue Reef og løb fra 2006 til 2013. Den 8. oktober 2013 indviedes et lignende projekt på Middelgrund i Sønderborg bugt, kaldet Als Stenrev.

## Galleri
- Fra granit-stenrevet Photographers Reef i Sydafrika (Western Cape).
- Tangbevoksning omkring et stenglacis ved Tangkrogen i Aarhus.